# Bintou Huma
Bintou Huma (Bintou Touray Huma, auch Bintou Houma oder Humma) ist eine gambische Funktionärin im Schwimmsport.

## Leben
Im April 2015 wurde sie zur zweiten Vizepräsidentin des gambischen Schwimmverbands Gambia Swimming Association (GSA) gewählt und folgte damit auf Amadou Danso.
Ende April 2018 wurde für die Amtszeit von vier Jahren zur Präsidentin des Verbands gewählt. Sie ist die Nachfolgerin von Khadija Njie Sanusi, die im Februar 2017 von diesem Amt zurückgetreten war. Als Ziel für ihren Vorsitz gab sie die Förderung von Frauen und Mädchen im Schwimmsport aus. Nach den 2021 ausgetragenen Olympischen Sommerspielen 2020 endete ihre Amtszeit. Im März 2022 wurde Njogou Lamin Bah zu ihrem Nachfolger gewählt.